# Диджей Шадоу
Джошуа (Джош) Пол Дейвис (на английски: Joshua Paul 'Josh' Davis), добил популярност като Диджей Шадоу (на английски: DJ Shadow), е американски музикален продуцент, както и диджей.
Той е водеща фигура в развитието на инструменталния хип-хоп. Първият му албум Endtroducing...... го хвърля в полезрението на критиката и масовата публика. Притежава извънредно голяма колекция от плочи, които достигат около 60 000 броя.

## Дискография

### Студийни албуми
- Endtroducing..... (1996)
- The Private Press (2002)
- The Outsider (2006)
- The Less You Know, the Better (2011)
- The Mountain Will Fall (2016)
- Our Pathetic Age (2019)